# Dionysius van Halicarnassus
Dionysius van Halicarnassus (Oudgrieks: Διονύσιος, Dionusios) was een Griekstalige Romeinse auteur uit de 1e eeuw v.Chr. die leefde van 60 v.Chr. tot 7 n.Chr.
Hij kwam rond het jaar 30 v.Chr. naar Rome en werkte daar gedurende 22 jaar in de hoogste politieke en culturele kringen. Dionysius schreef allerlei essays op het gebied van retoriek en stijlkritiek. Door dit en andere geschriften behoort hij tot de beginperiode van de Tweede Sofistiek. Hij was de baanbreker van het literaire classicisme dat teruggreep naar de Attische voorbeelden, onder wie hij vooral Demosthenes bewonderde. 
Zijn belangrijkste historische werk is de Ῥωμαϊκὴ Ἀρχαιολογία (= Romeinse Oergeschiedenis; Latijnse titel: Antiquitates Romanae), dat in 7 v.Chr. werd gepubliceerd. Hiermee wilde hij het werk van Polybius aanvullen vanaf de oertijd tot 264 v.Chr. Als historicus stond Dionysius weinig kritisch tegenover zijn bronnen, en vertrouwde te veel op het waarheidsgehalte van de Romeinse annalisten zoals bijvoorbeeld Gaius Licinius Macer. Dionysius' voorliefde voor de retorische vormgeving blijkt uit de vele en lange redevoeringen die hij zijn personages laat uitspreken.

## Nederlandse (fragmentarische) vertalingen
- H.M. Beliën - F.J. Meijer - K.A.D. Smelik, Een Geschiedenis van de Oude Wereld. Bronnen, Haarlem, 1981, pp. 170-174.
- N. Golvers, Een antiquarische uitstap in de Oudheid: Varro en Dion. Hal. (Ant. Rom., I, 14-15) over de Aborigines-steden bij Reate (Rieti; Sabina) in de 1e eeuw voor Christus, in Kleio 20 (1990-1991), pp. 143-170.
- H. Verdin, Griekse stemmen over Geschiedenis, Leuven: Kleio 2001, pp. 109-141.

## Secundaire literatuur
- Bonner, S.F., The literary treatises of Dionysius of Halicarnassus: A study in the development of critical method. Cambridge, UK: Cambridge Univ. Press, 1939.
- Gabba, Emilio, Dionysius and the history of archaic Rome. Berkeley: Univ. of California Press, 1991.
- Jonge, Casper Constantijn de. Between Grammar and Rhetoric: Dionysius of Halicarnassus On Language, Linguistics and Literature. Leiden: Brill, 2008.
- Jonge, Casper C. de, & Richard L. Hunter (red.), Dionysius of Halicarnassus and Augustan Rome. Cambridge: Cambridge University Press, 2018.
- Wiater, N., The ideology of classicism: Language, history and identity in Dionysius of Halicarnassus. Berlin, New York: De Gruyter, 2011.